# Enicospilus baduri
Enicospilus baduri är en stekelart som beskrevs av Ian D. Gauld och Mitchell 1981. Enicospilus baduri ingår i släktet Enicospilus och familjen brokparasitsteklar. Inga underarter finns listade i Catalogue of Life.